# Zamek w Strumieniu
Zamek w Strumieniu – zabytkowy zamek wybudowany w XVII w. w mieście Strumień. W drugiej połowie XVIII wieku przebudowany na dwór, a swój ostateczny kształt przybrał po przebudowach w XIX i XX wieku. Zbudowany jest na planie prostokąta, zwieńczony mansardowym dachem z lukarnami. Obiekt jest częścią zespołu zamkowego, w skład którego wchodzi jeszcze park, stawy, budynki folwarczne.
Po II wojnie światowej zamek przeznaczono na cele mieszkalne. Przez pewien czas znajdowała się w nim siedziba Powiatowego Przedsiębiorstwa Gospodarki Zwierzętami Rzeźnymi Cieszyn–Tuczarnia Strumień. Użytkowany był do roku 2000. Wówczas przeszedł na własność miasta, a zagrożenie katastrofą budowlaną wymusiło eksmisję mieszkańców. Po wielu latach poszukiwania kupca, w 2013 został sprzedany osobie prywatnej. Rok później rozebrano uszkodzony dach i pierwsze piętro budynku. Odbudowa – powiązana z planami budowy w otoczeniu zamku osiedla mieszkalnego – rozpoczęła się w 2020, po osiągnięciu stanu surowego została jednak przerwana. 